# Standardzulassung
Standardzulassungen kann das deutsche Bundesministerium für Gesundheit aufgrund einer Ermächtigung im § 36 Arzneimittelgesetz per Verordnung erteilen. 
Eine Standardzulassung stellt bestimmte Arzneimittel von der Zulassungspflicht frei. Voraussetzung ist, dass keine Gefährdung von Mensch und Tier zu befürchten ist. Die Zustimmung des Bundesrats, des Bundesministeriums für Wirtschaft und Technologie sowie ggf. weiterer zuständiger Bundesministerien ist erforderlich.
Standardzulassungen gibt es beispielsweise für viele arzneilich wirksame Tees (z. B. auf Basis von Senna alexandrina), aber auch für Arzneimittel mit chemisch-definierten Substanzen wie etwa Acetylsalicylsäure oder Paracetamol. 

## Anzeigepflicht
Seit dem 1. Januar 2010 ist nach § 67 Abs. 5 AMG die Nutzung, aber auch die Nicht-Inanspruchnahme von Standardzulassungen für alle öffentlichen Apotheken Deutschlands anzeigepflichtig, d. h. dem Bundesinstitut für Arzneimittel und Medizinprodukte muss mitgeteilt werden, ob und wenn ja, welche Standardzulassungen von der jeweiligen Apotheke genutzt werden, unabhängig davon, ob es sich um apothekenpflichtige oder freiverkäufliche Arzneimittel handelt.

## Weitere Anwendungsfelder
Neben Apothekern und Pharmazeutischen Unternehmern ist die Standardzulassung auch im Einzelhandel mit einem Sachkundenachweis zum Verkauf von freiverkäuflichen Arzneimitteln nach §50 Arzneimittelgesetz (AMG) relevant. So darf der sachkundige Einzelhändler auf Basis der Monografien der Standardzulassungen beispielsweise Vitamin C in Pulverform, Rizinusöl, Glycerin und Camphersalbe und freiverkäufliche Heilkräuter einzeln abpacken.